# Giannozzo Manetti
Pour les articles homonymes, voir Manetti.
Giannozzo Manetti (né à Florence le 5 juin 1396 et mort à Naples le 27 octobre 1459) était un politicien et diplomate italien de Florence, qui était également un érudit humaniste du début de la Renaissance italienne . 

## Biographie
Giannozzo Manetti était le fils d'un riche marchand. Sa carrière publique a commencé en 1429. Il a participé au gouvernement municipal en tant que membre du conseil consultatif, en tant qu'ambassadeur et à divers postes de gouverneurs. Manetti a été témoin oculaire de la dédicace de Santa Maria del Fiore le 25 mars 1436, dont il a laissé un rapport, l' Oratio de Secularibus et Pontificalibus Pompis dans Consecratione Basilicae Florentinae . Ses vues sur les relations florentines avec Venise se sont avérées impopulaires parmi la classe dirigeante, et il s'est mis en exil volontaire à Rome, passant les dernières années de sa vie à Naples,. 
Il était latiniste et traducteur de grec ; il a également étudié l'hébreu pour pouvoir lire la Bible hébraïque et les commentaires rabbiniques. Ces lectures l'ont convaincu que la Bible avait besoin d'une nouvelle traduction des premiers manuscrits. Après sa mort, la grande bibliothèque de Manetti est transférée dans la Bibliothèque apostolique vaticane . 
En tant qu'auteur, le style de Manetti s'apparente à celui de Cicéron. Il est  connu principalement comme l'auteur de De dignitate et excellentia hominis libri IV (Sur la dignité et l'excellence de l'homme dans quatre livres), achevé en manuscrit en 1452 ou 1453. C'était une réponse à De miseria humane conditionis  du pape Innocent III. Son histoire de Pistoiese, composée en 1446–1447, fut la première réponse critique contemporaine à l ' Histoire novatrice et monumentale du peuple florentin de Leonardo Bruni. Il a également écrit un commentaire sur Aristote et des biographies de Dante Alighieri, Boccace, le pape Nicolas V, Pétrarque, Sénèque et Socrate.
Le cercle des intellectuels humanistes de Manetti comprenait Carlo Marsuppini, Poggio Bracciolini, Leonardo Bruni, Francesco Filelfo, Niccolò Niccoli, Palla Strozzi et Lorenzo Valla .